# (33608) Paladugu
1999 JA59 (asteroide 33608) é um asteroide da cintura principal. Possui uma excentricidade de 0.09383350 e uma inclinação de 5.02334º.
Este asteroide foi descoberto no dia 10 de maio de 1999 por LINEAR em Socorro.